# Cantone di Castanet-Tolosan
Il Cantone di Castanet-Tolosan è una divisione amministrativa dell'Arrondissement di Tolosa.
A seguito della riforma approvata con decreto del 13 febbraio 2014, che ha avuto attuazione dopo le elezioni dipartimentali del 2015, è rimasto immutato.

## Composizione
Comprende 15 comuni:
- Aureville
- Auzeville-Tolosane
- Auzielle
- Castanet-Tolosan
- Clermont-le-Fort
- Goyrans
- Labège
- Lacroix-Falgarde
- Mervilla
- Péchabou
- Pechbusque
- Rebigue
- Saint-Orens-de-Gameville
- Vieille-Toulouse
- Vigoulet-Auzil